# Austin A40 Somerset

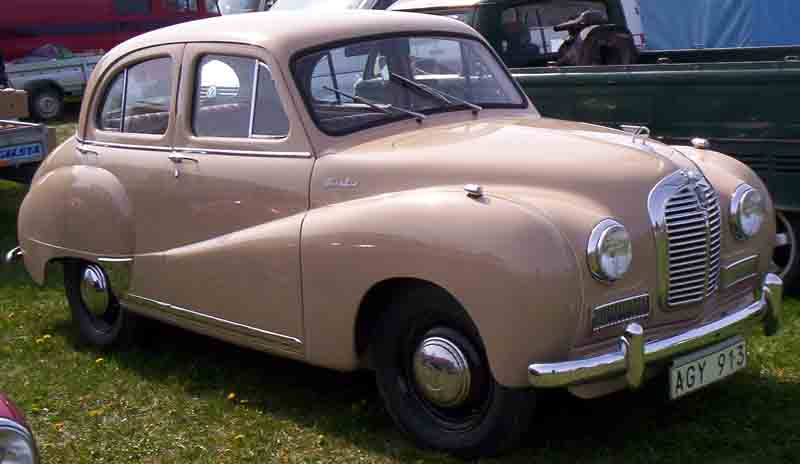
Austin A40 Somerset uit 1952

De A40 Somerset is een auto verkocht door de Austin Motor Company van 1952 tot 1954. Hij verving  de A40 Devon. Dezelfde 1,2 liter-kopklepmotor werd gebruikt. De Somerset-motor is bijgewerkt tot en met 42 pk (31 kW) in plaats van 40 pk bij de A40 Devon. De A40 Somerset kreeg een topsnelheid mee van 111 km per uur. Er zijn van de Somerset ruim 173.000 gebouwd.  
De Austin A40 Somerset werd in 1954 vervangen door de Austin A40 Cambridge.